# Monastère de Liplje
Le monastère de Liplje (en serbe cyrillique : Манастир Липље) est un monastère orthodoxe serbe situé au nord-ouest de Banja Luka, la capitale de la république serbe de Bosnie (Bosnie-Herzégovine), sur le territoire du village de Liplje près de Kotor Varoš. Il relève de l'éparchie de Banja Luka, une subdivision de l'Église orthodoxe serbe.

## Histoire
Le monastère a été fondé par le roi serbe Stefan Dragutin au XIVe siècle. Au cours de son histoire, le monastère a été brûlé de nombreuses fois mais jamais détruit. En 1696, il a été pillé et brûlé puis il sera abandonné pendant plus de 200 ans.